# Heslacher Tunnel
Der Heslacher Tunnel ist ein 2,3 km langer zweispuriger Straßentunnel im Süden Stuttgarts. Im Zuge der Bundesstraße 14 ist er Teil der Verbindung vom Stadtzentrum zum Autobahnkreuz Stuttgart.

## Geographische Lage
Der Tunnel wurde in der Nordwestflanke des Bergs Bopser zwischen Marienplatz und Burgstallstraße gebaut und verfügt über eine unterirdische Anschlussstelle als Zufahrt zur Karl-Kloß-Straße, er entlastet den Stadtbezirk Stuttgart-Süd vom Durchgangsverkehr. Die Kraftfahrstraße Heslacher Tunnel verbindet die aus dem Zentrum kommende Hauptstätter Straße mit dem Schattenring in Fahrtrichtung Vaihingen/Böblingen, im Verlauf der B 14 schließen sich weitere Tunnel an, zuerst der kurze Viereichenhautunnel. An der Burgstallstraße auf der Höhe des Südheimer Platzes gibt es eine Ankopplung an die L 1192.

## Geologie
Im Wesentlichen führt der Tunnel in der gesamten Länge durch die Gesteine des Mittleren Keupers. Vom Südheimer Platz bis zur Karl-Kloß-Straße befinden sich Schichten von Kieselsandstein, der Steigerwald-Formation (Unterer Bunter Mergel) und der Stuttgart-Formation (Schilfsandstein), im weiteren Abschnitt bis zum Marienplatz nahezu ausschließlich durch die Grabfeld-Formation (Gipskeuper). Während des Baus problematisch erwiesen sich die Schichten der Steigerwald- und Grabfeld-Formation, da sich dort Schichten des quellfähigen Gesteins Anhydrit fanden. Auf Höhe der Karl-Kloß-Straße wird der Tunnel von einer Verwerfung geschnitten, wodurch die geologischen Formationen um rund 25 Meter versetzt sind.

## Geschichte

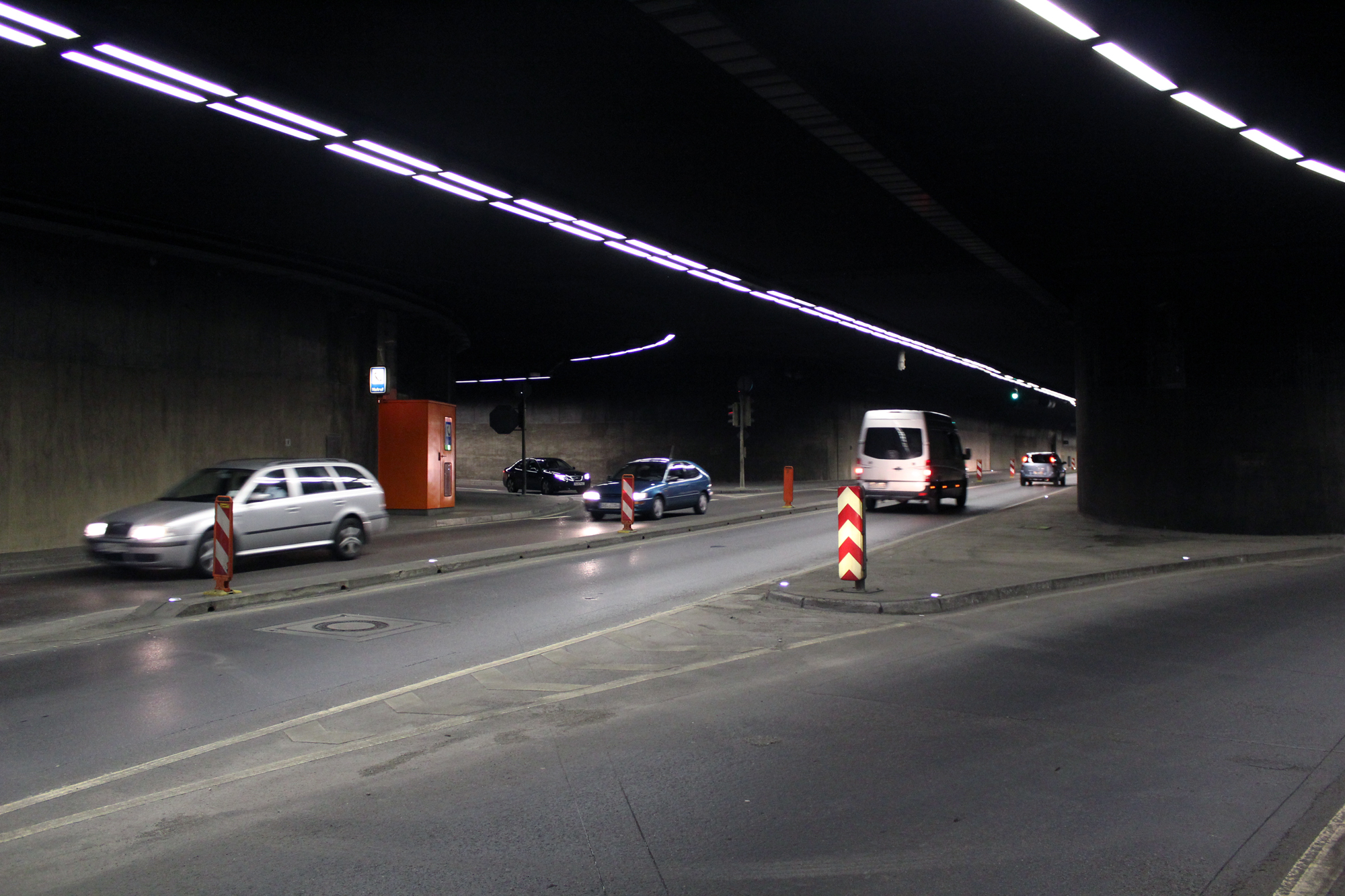
Unterirdische Anschlussstelle zur Karl-Kloß-Straße

Vor Eröffnung des Tunnels führte die Bundesstraße 14 mitten durch den Kern von Stuttgart-Heslach. In Spitzenzeiten wurden 1988 bis zu 50.000 Fahrzeuge im Bereich des Südheimer Platzes gezählt, womit die Ortsdurchfahrt zu den höchst belasteten Radialstraßen Stuttgarts gehörte. Bereits Anfang der 1960er Jahre bestanden nicht realisierte Überlegungen zum Bau eines Tunnels, bereits 1962 war im Generalverkehrsplan eine Umgehungsstraße vorgesehen. Erst 1980 wurde die Planung für einen Tunnel mit zwei Röhren beschlossen. Jedoch wurde bisher nur eine Röhre realisiert.
Der Tunnel wurde in drei Bauabschnitten errichtet. Ausgehend vom Südheimer Platz wurden der erste Kilometer in bergmännischer Bauweise bis zu Karl-Kloß-Straße errichtet. Angewandt wurde die Neue Österreichische Tunnelbaumethode. Die Tunnelanschlussstelle bei der Karl-Kloß-Straße wurden in offener Bauweise hergestellt. Die restlichen 1100 Meter wurden im Wesentlichen in bergmännischer Bauweise erbaut. Parallel zu den bergmännischen Abschnitten liegen die Fluchtstollen.
1981 bis 1983 wurde der gesamten Tunnellänge ein Vorstollen aufgefahren. Der Tunnelanschlag zum ersten Bauabschnitt erfolgte am 19. Juni 1984. Der Ausbruchsquerschnitt wurde unterteilt in Kalotte, Strosse und Sohlabschnitt. Im Bereich der anhydrithaltigen Schichten wurde aus Sicherheitsgründen ein Kreisquerschnitt gewählt. Nach Sicherung der Strosse und Sohle wurde auf der gesamten Tunnellänge die Innenschale mit einer Dicke von 40 bis 70 cm eingebaut. Mit den über 120.000 Kubikmeter Erdaushub wurde eine Seitenklinge am Tunnelportal beim Südheimer Platz aufgefüllt. Zuvor mussten die Schießstände des Schützenvereins abgerissen werden. Am 2. September wurde das neue Vereinsheim mit Schießanlage auf der Aufschüttung errichtet.
Die abgasbelastete Luft des Tunnels wird von Strahlventilatoren zu einem zentralen Abluftkamin geleitet (siehe Abbildung unten), der 80 Meter über dem Tunnel am Rande eines Waldgebietes am Nordrand des Dornhaldenfriedhofes, 60 Meter nördlich des Garnisonsschützenhauses, endet.
1985 wurde begonnen die Anschlussstelle Karl-Kloß-Straße in offener Bauweise, abgesichert durch Lamellenverbau und Elementwände, herzustellen. Hierzu mussten von zuvor 71 bestehenden Lauben des Gartenvereins 55 abgerissen werden. Nach der Abdeckung der errichteten Tunnelbauwerke wurden 46 neue Gartenhäuser und das Vereinsheim neu errichtet. Vier unterirdische Zufahrtsrampen über zwei Tunnelportale verbinden die Bundesstraße 14 mit der Karl-Kloß-Straße kreuzungsfrei. Über dem Tunnel wurde das zentrale Zuluftbauwerk erbaut, seitlich neben der Karl-Kloß-Straße befindet sich die unterirdische Betriebszentrale. Am 15. Juni 1989 wurde der erste Tunnelabschnitt vom Südheimer Platz bis zur Karl-Kloß-Straße in Betrieb genommen, womit bereits ein Teilentlastung von Südheim und Heslach vom Durchgangsverkehr erfolgte.
Um die Zufahrt zum Portal am Marienplatz zu gewährleisten, musste die 1893 errichtete und 1925 erweiterte ehemalige Hauptverwaltung und Wagenhalle der Stuttgarter Straßenbahnen 1986 abgerissen werden. Ein demontiertes und in der Grünanlage oberhalb des Portals aufgestelltes Türmchen erinnert heute daran. Die ersten hundert Meter des Tunnels wurden vom Marienplatz aus in offener Bauweise und Deckelbauweise errichtet. Aufgrund der Wohnbebauung knapp oberhalb des Tunnels mussten die Fundamente der Häuser gestärkt werden, trotzdem gab es Setzungen, die saniert werden mussten. Daran angeschlossen wurden weitere 980 Meter in bergmännischer Weise, den ersten Teil dreispurig, dann zweispurig, gegraben. Auch hier wurde im Bereich der anhydrithaltigen Schichten ein Kreisquerschnitt gewählt. Nach Sicherung der Strosse und Sohle wurde auf der gesamten Tunnellänge die Innenschale mit einer Dicke von 60 bis 100 cm eingebaut. Die offizielle Eröffnung des gesamten Tunnels fand am 7. Mai 1991 statt.
Der Tunnel wurde durchgehend mit 1.900 Leuchtstofflampen ausgestattet, im Bereich der Tunnelportale ergänzt um eine Adaptionsbeleuchtung mit 162 Natriumdampflampen.
Im Bereich des Portals am Marienplatz wurden die Zivilschutzanlagen zur Nutzung als Schutzraum für maximal 5.000 Personen eingebaut. Damit stellt der Heslacher Tunnel den letzten in Stuttgart gebauten Schutzraum dar.

### Sicherheitsnachrüstungen

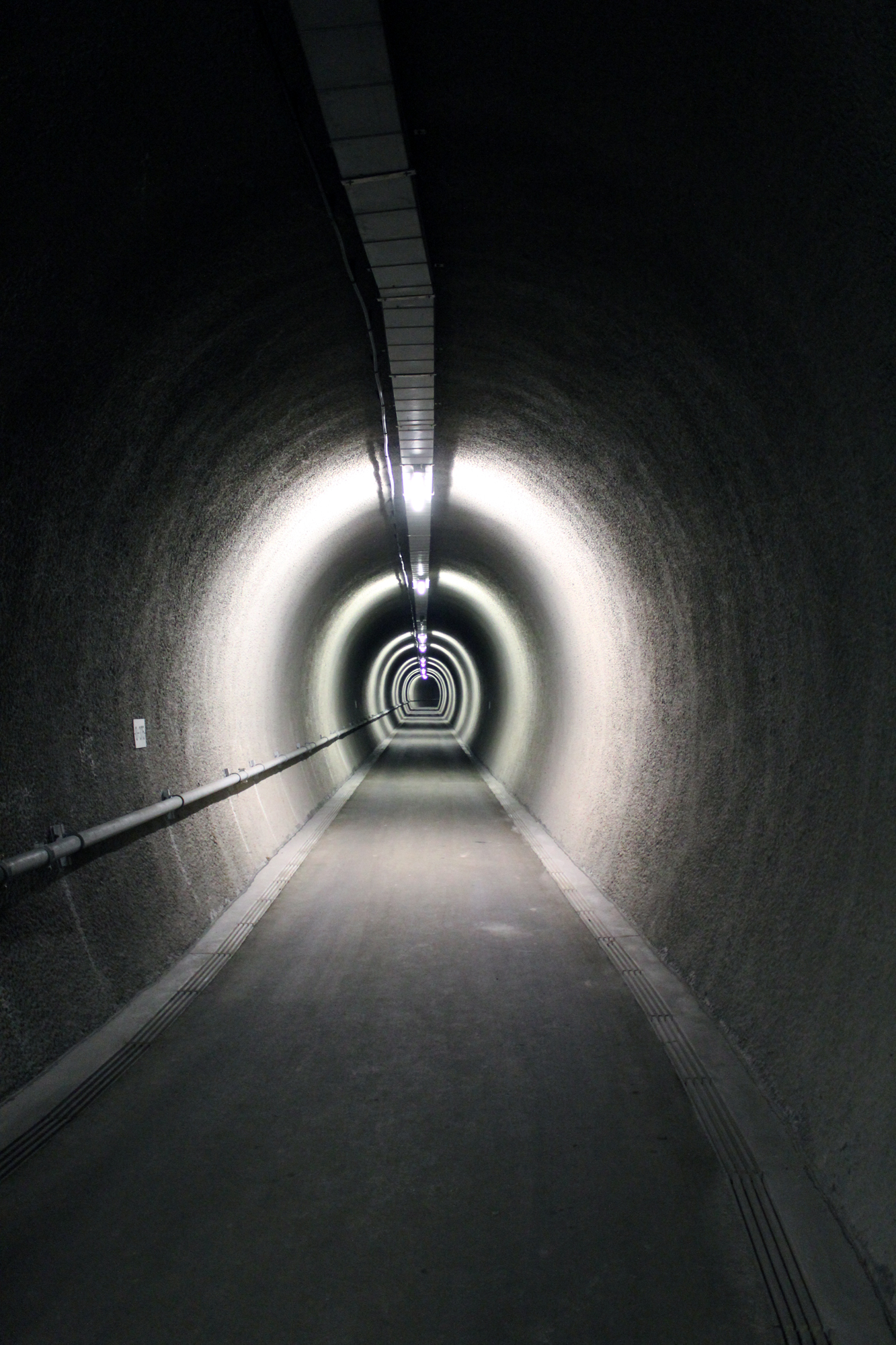
Befahrbarer Fluchtstollen von der Karl-Kloß-Straße

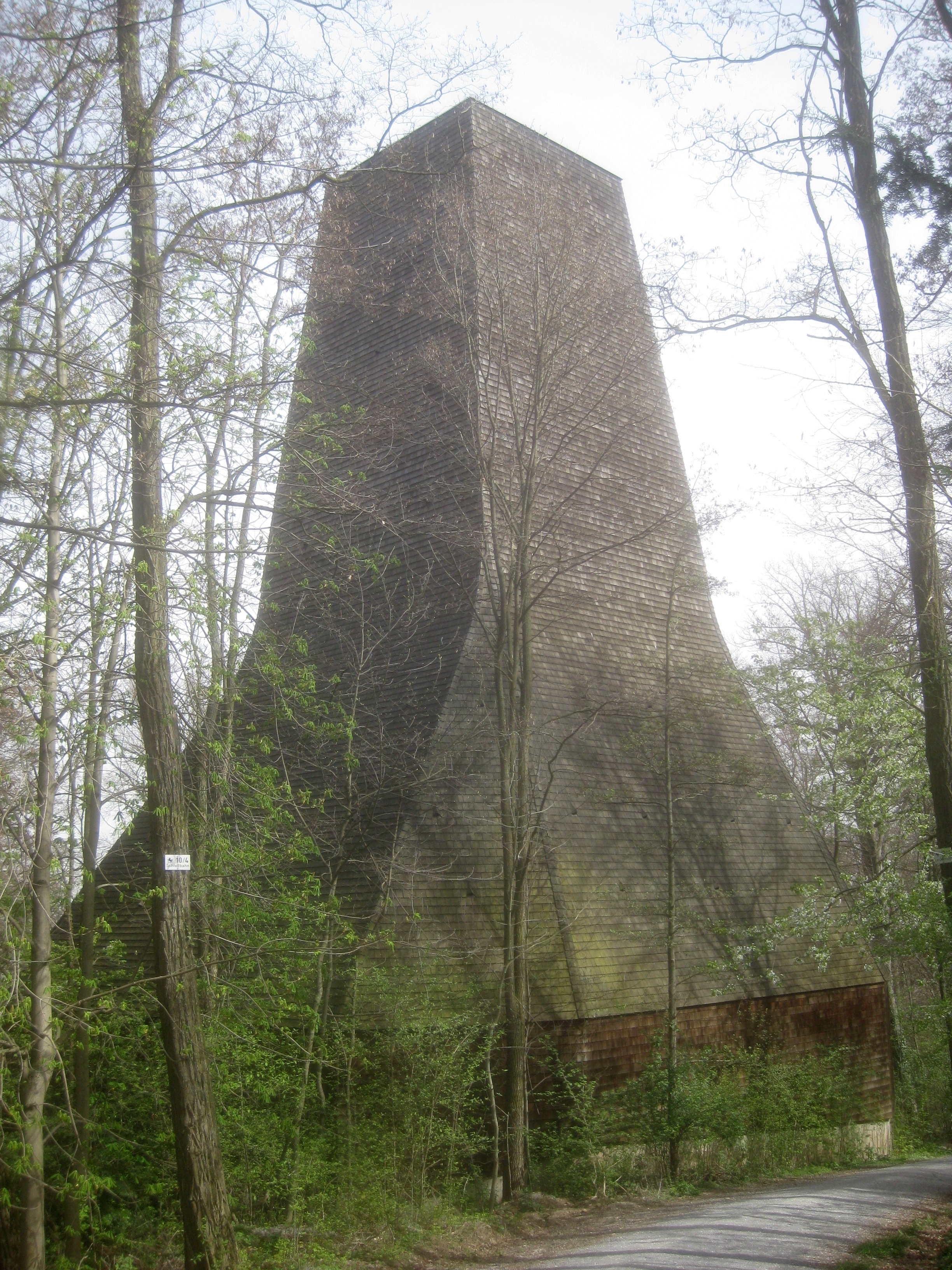
Zentraler Abluftkamin

Im ADAC-Test 2001 erhielt der Heslacher Tunnel die Note ausreichend.
Zwischen 2004 und 2006 wurde der Sicherheitsstandard durch zusätzliche Fluchtstollen für 12 Mio. Euro erhöht. Der bestehende westliche Fluchtstollen, der 400 Meter lang ist und beim Südheimer Platz endet, wurde mit einem zweiten Querstollen zum Straßentunnel versehen. Von der Karl-Kloß-Straße aus wurde ein neuer für Rettungsfahrzeuge befahrbarer 415 Meter langer Fluchtstollen mit zwei Querstollen Richtung Westen gebaut. Der bestehende 400 Meter lange Fluchtstollen von der Karl-Kloß-Straße Richtung Osten wurde um 410 Meter und vier Querstollen erweitert. Die Fluchtwege wurden somit von 600 Meter auf unter 300 Meter verkürzt. 2007 wurden die Brand- und Fluchtwegbeleuchtung einschließlich der optischen Leiteinrichtungen auf den neuesten Sicherheitsstandard gebracht. Weitere Nachrüstungen für 19,85 Mio. Euro wurden in den Jahren 2011 und 2012 durchgeführt. Neben einer modernen Verkehrssteuerung für den Tunnel-Sperrfall wurde die Lüftungsanlage erneuert, um eine verbesserte Rauchabsaugung zu gewährleisten. Hierzu wurden 38 Rauchabsaugklappen in die Tunneldecke eingebaut. Gleichzeitig wurden die Brandmeldeanlage und die Funk- und Lautsprecheranlage erneuert.

## Verkehrsaufkommen
Ausgelegt ist die Röhre des Tunnels auf 35.000 Fahrzeuge pro Tag. Mit einem tatsächlichen Verkehrsaufkommen von ca. 50.000 Fahrzeugen pro Tag gilt der Heslacher Tunnel als einer der am stärksten befahrenen im Gegenverkehr betriebenen Straßentunnel Europas. Wegen der Verengung von zwei Richtungsfahrspuren auf jeweils eine – sowohl aus Richtung Stuttgart-Innenstadt als auch aus Richtung Stuttgart-Vaihingen (Bundesautobahn 831) seit der Fertigstellung des Ausbaus der B 14 zwischen Schattenring und Heslacher Tunnel – hat sich der Tunnel zu einem verkehrsbehindernden Flaschenhals entwickelt.
Auf der ehemaligen Trasse der B 14 in Heslach und Südheim wurden seit der Fertigstellung der Umfahrung statt der vorher täglichen 50.000 Fahrzeuge nur noch 10.000 Fahrzeuge gezählt, womit die erhoffte Entlastung eingetreten ist.

## Planung und Bau sowie zweite Röhre
Bereits bei der Eröffnung des Tunnels wurde Kritik an der realisierten Lösung laut. Durch Anträge der Parteien befasste sich der Gemeinderat der Stuttgart bereits mehrfach mit der Forderung nach einer zweiten Tunnelröhre.
Im Bürgerhaushalt der Stadt Stuttgart 2011 wurde der Bau einer zweiten Tunnelröhre für den Heslacher Tunnel vorgeschlagen. Jedoch fand sich in der Diskussion der Bürger im Vorfeld keine Mehrheit für ein derartiges Vorhaben.